# Hans-Detlev Hennig
Pour les articles homonymes, voir Hennig.
Hans-Detlev Hennig (né le 23 décembre 1927 à Luckau, mort le 9 novembre 2017) est un sculpteur allemand.

## Biographie
Hans Hennig étudie de 1946 à 1951 à l'école des beaux-arts de Berlin-Weißensee auprès de Heinrich Drake. De 1953 à 1955, il est auprès de Fritz Cremer.
Il épouse la peintre Gisela Albrecht et s'installe à Berlin-Friedrichshagen. Le 15 juillet 1960, le couple fuit en Allemagne de l'Ouest, parce que Gisela Hennig a été accusée par un collègue de ne pas être en faveur de la RDA.

## Source de la traduction
- (de) Cet article est partiellement ou en totalité issu de l’article de Wikipédia en allemand intitulé « Hans-Detlev Hennig » (voir la liste des auteurs).